# ピエール・ファーヴル (ミュージシャン)
ピエール・ファーヴル（Pierre Favre、1937年6月2日 - ）は、スイスのル・ロックル出身であるジャズ・ドラマーにしてパーカッショニストである。
彼はポール・モチアン、ナナ・ヴァスコンセロスと共にアルバム『Singing Drums』（1984年、ECM）を録音した。ジョン・サーマンのアルバム『思い出の冬』にも参加している。また、タミア、ミシェル・ゴダール、マル・ウォルドロン、パウル・ギーガー、ジリ・スティビン、ミシェル・ポルタル、サミュエル・ブレイザー、ARTEカルテット、バール・フィリップスなど、著名なミュージシャンたちとレコーディングを行ってきた。

## ディスコグラフィ

### リーダー・アルバム
- 『ドラム・カンヴァセイション』 - Drum Conversation (1970年、Calig)
- Pierre Favre Quartet (1970年、Wergo)
- Dialogues (1977年、Robi Droli/Newtone) ※with アンドレア・チェンタッツォ
- Santana (1979年、FMP)
- Výlety (1981年、Supraphon) ※with ジリ・スティビン
- Singing Drums (1984年、ECM)
- De La Nuit...Le Jour (1988年、Polygram) ※with タミア
- 『フルーヴ』 - Fleuve (1989年、ECM)
- Solitudes (1992年、ECM) ※with タミア
- Irene Schweizer & Pierre Favre (1992年、Intakt) ※with イレーネ・シュヴァイツァー
- Mythscapes (1995年、Soul Note) ※with Furio Di Castri、Paolo Fresu、Jon Balke
- 『ウィンドウ・ステップス』 - Window Steps (1996年、ECM)
- Portrait (1997年、Unit)
- Excursions II Twenty Years After (1998年、P&J Music) ※with ジリ・スティビン
- European Chamber Ensemble (2000年、Intakt)
- When We Were (2000年、Splasch) ※with ステファノ・バターリア、マイケル・ガスマン
- Moments (2001年、中国唱片) ※with Yang Jing
- Deux (2002年、Altrisuoni) ※with ミシェル・ゴダール
- Ulrichsberg (2004年、Intakt) ※with イレーネ・シュヴァイツァー
- Saxophones (2004年、Intakt) ※with ARTEカルテット、ミシェル・ゴダール
- Koans, Volume 1 (2006年、Ictus) ※with アンドレア・チェンタッツォ
- Two In One (2006年、Intakt) ※with Yang Jing
- Vol à Voile (2010年、Intakt) ※with サミュエル・ブレイザー
- Albatros (2010年、Intakt) ※with フィリップ・シャウフェルベルガー

### 参加アルバム
ジョン・サーマン
- 『アポン・リフレクション』 - Upon Reflection (1979年、ECM)
- 『思い出の冬』 - Such Winters of Memory (1983年、ECM)

マンフレート・ショーフ
- European Echoes (1969年、FMP)

ミシェル・ゴダール
- Castel Del Monte (2000年、Enja)

ジョー・マクフィー
- Topology (1981年、Hat Hut)

ミシェル・ポルタル
- Splendid Yzlment (1972年、CBS)

バール・フィリップス
- 『ミュージック・バイ…』 - Music by... (1980年、ECM)

The String Summit
- One World In Eight (1981年、MPS)

ディノ・サルーシ
- 『ワンス・アポン・ア・タイム』 - Once Upon a Time - Far Away in the South (1985年、ECM)

マル・ウォルドロン
- 『ブラック・グローリー』 - Black Glory (1971年、Enja)

ロンドン・ジャズ・コンポーザーズ・オーケストラ
- Double Trouble Two Featuring Irene Schweizer, Marilyn Crispell and Pierre Favre (1998年、Intakt)

パウル・ギーガー
- Alpstein (1991年、ECM)

ドニ・ルヴァイヤン
- Barium Circus (1984年、Nato)